# Viasat Explore
Viasat Explore este un post de televiziune întemeiat de Modern Times Group ce difuzează documentare despre animale sălbatice, sporturi extreme, aventură, călătorie și tehnologie. A fost lansat în ianuarie 2002 în Suedia, Danemarca, Norvegia și Finlanda. La 1 noiembrie 2003, s-a extins în Rusia, Estonia, Lituania, Letonia, Moldova, Belarus, Ungaria, Polonia, România și Bulgaria.